# Gil Penchina
Gil Penchina est un homme d'affaires américain. Il était PDG de Wikia Inc., et était auparavant vice-président et directeur général international de eBay.
Il a été à Kellogg School of Management et l'Université du Massachusetts à Amherst.